# گرندهیون (میشیگان)
گرندهیون، میشیگان (به انگلیسی: Grand Haven, Michigan) یک شهر در ایالات متحده آمریکا با جمعیت ۱۰٬۴۱۲ نفر است که در میشیگان واقع شده‌است.

## موقعیت جغرافیایی
موقعیت جغرافیایی شهرها و مناطق اطراف به شرح زیر است: